# Théologie de l'Église de Jésus-Christ des saints des derniers jours
 (janvier 2018).
 (février 2018).
- Si vous ne connaissez pas le sujet, laissez ce bandeau (vous pouvez alors contacter les auteurs).
- Si vous supprimez le contenu mis en cause (vous pouvez préalablement contacter les auteurs),

argumentez précisément cette suppression dans la page de discussion
(un manque de référence n'est pas un argument ; une recherche réelle de référence doit avoir été effectuée, être formellement documentée).
 (septembre 2023).
La théologie du mormonisme est la doctrine de l'Église de Jésus-Christ des saints des derniers jours. Cette doctrine, reconnue par les membres de l'Église, inclut le Plan de salut qui consiste en un système de lois, d'ordonnances éternelles. Ces lois et ordonnances seraient le système de gouvernement du royaume de Dieu. Selon cette doctrine, la plupart des humains seront sauvés dans un royaume de gloire mais pas tous dans le royaume céleste.

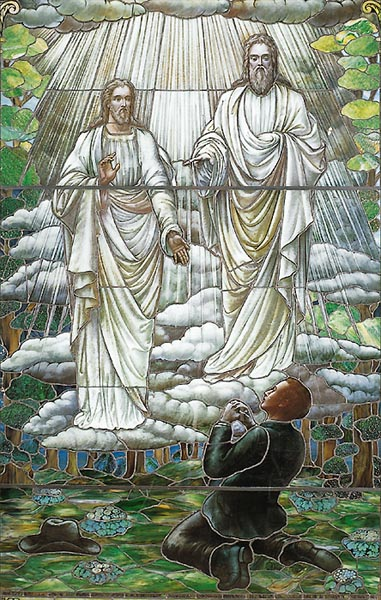
Première Vision de Joseph Smith.

## Les mormons
Les membres de l'Église de Jésus-Christ des saints des derniers jours croient qu'ils peuvent vivre avec Dieu. Le plus haut degré de salut s'obtient à travers des serments, sacrements et alliances au temple. Ces activités sont sacrées,, et ne sont accessibles qu'après une longue initiation par étapes, suivie de l'obtention d'une recommandation délivrée par l'évêque.
Le degré d'exigence requis pour une recommandation ferait que 70% des fidèles n'auraient pas accès au temple et seulement 10% y seraient régulièrement actifs car il faut être digne pour pouvoir rentrer dans le temple sacré de Dieu.
Une description courante de cette finalité secrète, désormais décrite comme caricaturale par l'Église, est que les mormons recevraient en cadeau leur propre planète.
En dehors de cette finalité, révélée progressivement au fidèle, différentes formes inférieures de salut sont proposés aux hommes selon leur mérite.

## Origine
Les mormons considèrent que les enseignements de Jésus-Christ se sont perdus peu après la mort de celui-ci jusqu'aux révélations données à Joseph Smith. Cette période est appelée "Grande Apostasie".
En 1820 Joseph Smith prie pour savoir quelle église était l'église du christ. Il reçoit une vision dans laquelle il voit Dieu et Jesus Christ. Par cette vision il aurait été révélé que toutes les autres religions étaient dans l'erreur. Après cet évènement, Joseph Smith fut appelé prophète par Dieu et Jésus Christ et restaure l'évangile de Jésus Christ sous la direction de Jésus et Dieu : l'église mormone. Les apôtres et l'autorité de Dieu ont été rétablis à travers les révélations reçues par Joseph

## Positionnement face aux différentes religions chrétiennes
La théologie mormone n'adhère pas aux dogmes des conciles de Nicée, Chalcédoine et Constantinople. Elle interprète la Trinité de façon différente des versions du christianisme qui l'ont précédée.
La religion mormone tente de s'identifier au christianisme. Toutefois, les croyances fondamentalement différentes l'écartent du Conseil œcuménique des Églises, et les mormons ne sont pas reconnus chrétiens par les autres églises.
Livre de MORMON "témoignage de trois témoins".
Dernière phrase : Et gloire en soit au Père, au Fils et au Saint Esprit, qui sont un dieu. Amen.
Ambiguïté des trois entités réunies en : qui sont un dieu.(citation)

## La prêtrise
L'autorité et le pouvoir de Dieu, ou prêtrise, est considérée comme divinement rétablie et elle est accessible à tous les saints des derniers jours masculins qui en sont jugés dignes. Il n'y a pas de clergé professionnel à l'exception des officiers généraux de l'Église qui reçoivent une rémunération (appelée indemnité).
Il y a deux offices dans la prêtrise: la Prêtrise d'Aaron et celle de Melchisédek.

## La Trinité
Les mormons interprètent différemment la Trinité. Ainsi pour les mormons Dieu le Père, son Fils Jésus-Christ et le Saint-Esprit sont trois entités distinctes et physiquement séparées mais unies dans leur objectif. Dieu est omnipotent, omniscient, éternel, immortel et créateur de l'univers.
Jésus-Christ reste le fils de Dieu, mais il est pour les mormons son fils aîné, et non son fils unique.

## Satan, frère de Jésus
Lucifer, qui est également Satan, est pour les mormons un fils de Dieu qui s'est rebellé et il est notre frère à tous comme Jésus.

## Le plan de salut

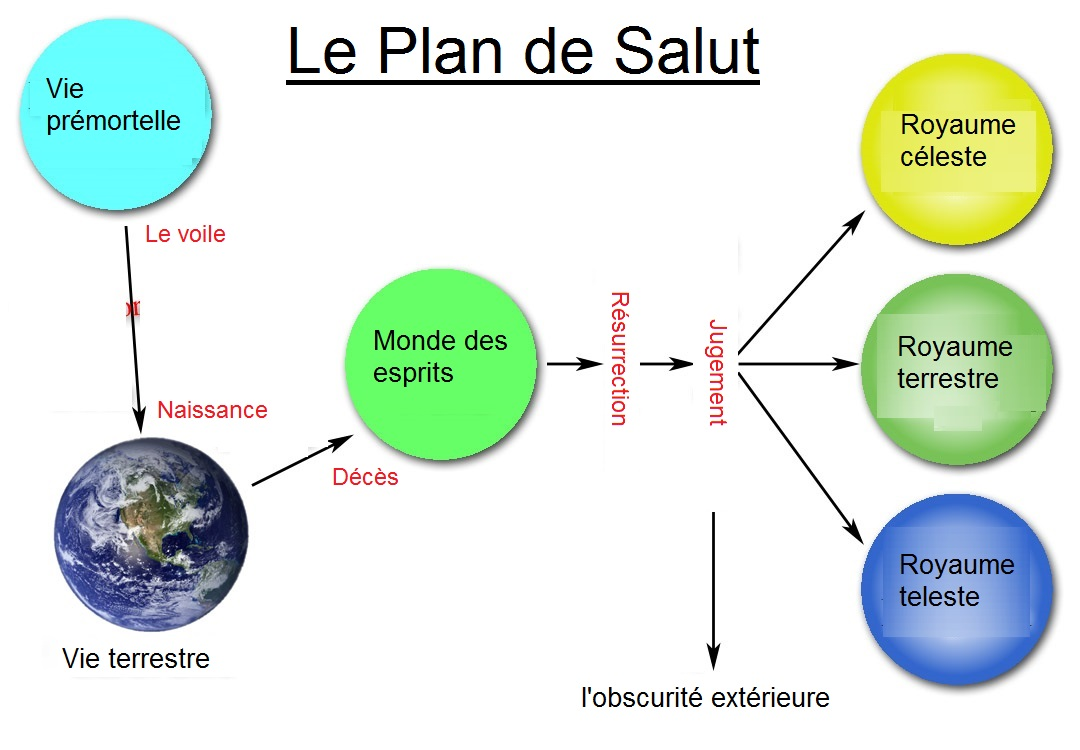
Le Plan de salut

Selon l'Église de Jésus-Christ des saints des derniers jours, le plan de salut comporte les étapes suivantes :

### La vie prémortelle avec Dieu
Dans la Trinité, c'est généralement au Père, que l'on donne le titre de Dieu. Le Père et le Fils se ressemblent (Bible - 14 Jean 14:6-7]). Dieu est le puissant gouverneur de l'univers. Dieu demeure dans les cieux (Doctrine et Alliances 20:17). Selon la doctrine mormone, la partie immortelle de l'homme, son esprit, a été engendrée par Dieu le Père. L'homme est littéralement la postérité de Dieu et il a été élevé jusqu'à sa maturité dans les demeures éternelles du Père, avant de venir sur la terre dans un corps mortel (physique).
Pour les saints des derniers jours, tous les êtres humains ont choisi dans la vie prémortelle d'accepter le plan de Dieu de les faire venir sur la terre pour faire l'expérience de la vie dans un corps de chair et d'os et pour acquérir les vertus chrétiennes qui les préparent à leur retour en présence de Dieu.
En vertu du principe éternel du libre arbitre, certains ont choisi de suivre Jésus-Christ, d’autres Lucifer. Un tiers des âmes aurait choisi de refuser le plan de Dieu et se serait ainsi soi-même condamné.

### Quitter la présence de Dieu
La chute d'Adam et Ève était une étape nécessaire à la venue au monde des enfants d'esprit du Père. Sans l'étape de la Chute, Adam et Ève n'auraient pas eu de postérité, et n'auraient pas connu le bien et le mal ni plus tard la vie éternelle (2 Néphi 2:22-25).
La chute d'Adam et Ève n'est pas considérée comme négative dans la théologie mormone. Alors que la majorité des religions chrétiennes y voient un acte négatif (péché), la désobéissance d'Adam et Ève est perçue comme le choix conscient de manger du « fruit de la connaissance du bien et du mal » afin de recevoir cette connaissance et d'avoir une postérité. Les saints des derniers jours ne croient pas en la prédestination. Pour eux, Dieu, bien qu'omnipotent, n'agit pas à la place des hommes. Ceux-ci jouissent du libre arbitre et sont responsables des conséquences de leurs actes. Selon la théologie mormone, les hommes seront punis pour leurs propres péchés, et non pour la transgression d'Adam ; et les petits enfants qui meurent sans baptême sont sauvés dans le Christ.

### Communication entre Dieu et l'homme
- La prière est un des commandements de l'Évangile depuis le commencement du monde. Il fut commandé à Adam et Ève de se repentir et de prier Dieu au nom du Fils (Moïse 5:8). Le Saint-Esprit fait partie de la Divinité. Il a un corps d'esprit. Son corps d'esprit ressemble à celui d'un homme (D&A 130:22). Il ne peut se trouver qu'en un seul endroit à la fois, mais son influence peut se faire sentir partout en même temps. Il témoigne du Christ.
- Les prophètes : « Car le Seigneur, l'Éternel, ne fait rien sans avoir révélé son secret à ses serviteurs les prophètes » (Amos 3:7). Un prophète est appelé de Dieu pour le représenter sur terre (nombres 12:6 ; Luc 1:70). Pour que l'Église soit divinement reconnue, elle doit être bâtie sur le fondement de prophètes et d'apôtres vivants (Éphésiens 2:20). Un prophète transmet la volonté de Dieu à l'Humanité.
- Les Écritures: quand les prophètes de Dieu parlent ou écrivent sous l'influence du Saint-Esprit, leurs paroles deviennent Écriture sainte (D&A 68:4)

### Jésus-Christ, le Sauveur

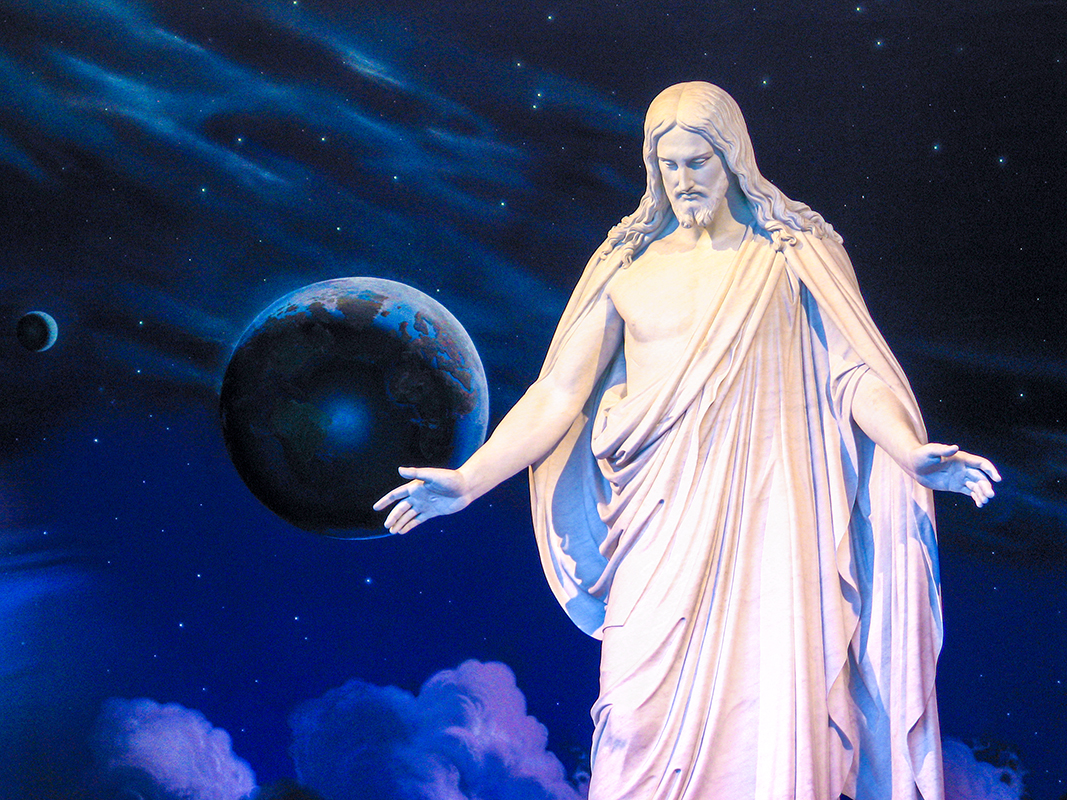
Reproduction de la statue du Christ de Bertel Thorvaldsen, Centre des visiteurs Nord à Temple Square, Salt Lake City.

- Tous les prophètes depuis Adam jusqu'à l'époque de Jésus ont témoigné de la venue du Christ (Actes 10:43). L'histoire de la naissance et de la vie de Jésus-Christ se trouve dans le Nouveau Testament, dans les livres de Matthieu, Marc, Luc et Jean. D'après leur récit, Jésus est né d'une vierge appelée Marie. Elle était fiancée à Joseph quand un ange de Dieu lui est apparu. L'ange lui dit qu'elle serait mère du Fils de Dieu. Elle lui demanda comment cela se ferait (Luc 1:34). Il lui répondit : « le Saint Esprit viendra sur toi, et la puissance du Très-Haut te couvrira de son ombre. C'est pourquoi le saint enfant qui naîtra de toi sera appelé le Fils de Dieu » (Luc 1:35). Ainsi, Dieu le Père devint littéralement le père de Jésus-Christ. Pour cette raison il est appelé le Fils unique.

- L'expiation du Christ permet de surmonter la mort spirituelle. Quoique toute l'humanité doive ressusciter avec un corps de chair et d'os (1 cor 15:21-22), seuls ceux qui auront accepté le sacrifice de Jésus seront sauvés de la mort spirituelle (3 Néphi 9:21-22)

- Le point central de la théologie mormone est Jésus-Christ : sa naissance, sa vie, son sacrifice expiatoire et sa résurrection. La Création a permis la Chute qui a nécessité l'expiation de Jésus-Christ. Le sacrifice expiatoire de Jésus-Christ est considéré comme l'événement le plus important de l'histoire de l'humanité. Parce qu'il a mené une vie parfaite, le Christ était qualifié pour offrir sa vie en rançon pour les péchés de l'humanité. Le sacrifice expiatoire permet la foi au Christ et en son salut. La foi, quant à elle, suscite la repentance. La repentance prépare au baptême par immersion pour la rémission des péchés. Le baptême d'eau, à son tour, prépare au « baptême de feu » ou don du Saint-Esprit par imposition des mains. La compagnie du Saint-Esprit, enfin, permet de persévérer jusqu'à la fin, qui est le jugement dernier. Sans le sacrifice expiatoire du Christ, point de salut. L'humanité resterait éternellement sous l'effet de la Chute. Seul le sacrifice expiatoire du Christ permet d'espérer et de recevoir le salut. Quant à la vie éternelle, le plus haut degré du salut dans la gloire céleste, elle est le plus grand de tous les dons de Dieu. La recevront ceux qui auront persévéré jusqu'à la fin en vivant selon l'Évangile de Jésus-Christ. C'est par les mérites du Christ qu'ils la recevront, mais seulement après avoir fait tout ce qu'ils auront pu pour rester fidèles. Bien que la consécration de l'homme ne puisse jamais être suffisante, elle est cependant requise. Ce n'est qu'ensuite que, puisqu'elle n'est pas suffisante, la miséricorde du Christ (sa grâce, ses mérites) comble le manque. Certes, l'homme ne fait pas en permanence son maximum pour vivre selon l'Évangile, mais s'il se repent, la grâce du Christ agit. Par la grâce du Christ, l'espérance du salut peut accompagner la vie des fidèles, en attendant leur salut dans le royaume céleste. Cette espérance est un don de Dieu. Ce don est véhiculé par le Saint-Esprit, appelé aussi le Consolateur. Le Saint-Esprit est un agent à la fois sanctificateur et révélateur. Dans la théologie mormone, Jésus-Christ est à la fois le Créateur, le Rédempteur et le Juge. Il est le Yahweh/Jéhovah de l'Ancien Testament. Il est le Fils unique du Père dans la chair, c'est-à-dire le seul qui soit né d'un Père immortel et d'une mère mortelle. Dans les saintes Écritures, il est parfois invoqué, cependant il a enseigné à prier le Père en son nom. Les prières qu'il a lui-même adressées témoignent d'une réelle relation Père-Fils.

### L'Église de Jésus-Christ
- L'Église de Jésus-Christ dans le passé : Jésus-Christ a établi son Église quand il vivait sur la terre. Dans le Livre de Mormon, elle est appelée l'Église de Jésus-Christ (Néphi 27:8) et dans le Nouveau Testament les membres de l'Église sont appelés les saints (Éphésiens 4:12).
  - L'Église de Jésus-Christ aujourd'hui : selon la doctrine mormone, après une apostasie totale (perte de l'autorité d'agir au nom de Dieu) entre le Ier siècle ap. J.-C. et 1820 (date de la Première Vision de Joseph Smith), l'Église de Jésus-Christ a été rétablie à l'époque moderne par l'intermédiaire de Joseph Smith. Elle porte le nom de Église de Jésus-Christ des saints des derniers jours et tous ses offices et fonctions sont identiques à l'Église au temps du Christ.
- La Prêtrise : la prêtrise est l'autorité et le pouvoir que Dieu donne à ses serviteurs pour qu'ils agissent en toutes choses pour le salut de l'homme (D&A 50:26-27). L'Église est dirigée par des prophètes et des apôtres détenant la prêtrise.
- Le peuple de l'alliance : En terme religieux, une alliance est un accord sacré ou promesse mutuelle entre Dieu et un individu ou un groupe. Selon la doctrine mormone, le peuple de Dieu est un peuple d'alliances. L'une de ces alliances est la nouvelle alliance du mariage ou mariage éternel.

### L'Évangile de Jésus-Christ
- La foi en Jésus-Christ : « Or, la foi, c'est l'assurance des choses qu'on espère, la démonstration de celles qu'on ne voit pas » (Hébreux 11:1). D'après la doctrine mormone, la foi en Jésus-Christ est le premier principe de l'Évangile et elle est nécessaire au salut.
- La repentance : selon la doctrine mormone, la repentance est le moyen donné pour se libérer du péché et recevoir le pardon divin. Le péché ralentit et peut même arrêter la progression spirituelle. La repentance fournit la possibilité de reprendre un développement spirituel. Pour se repentir, il faut regretter ses péchés sincèrement, cesser de pécher et garder les commandements de Dieu.

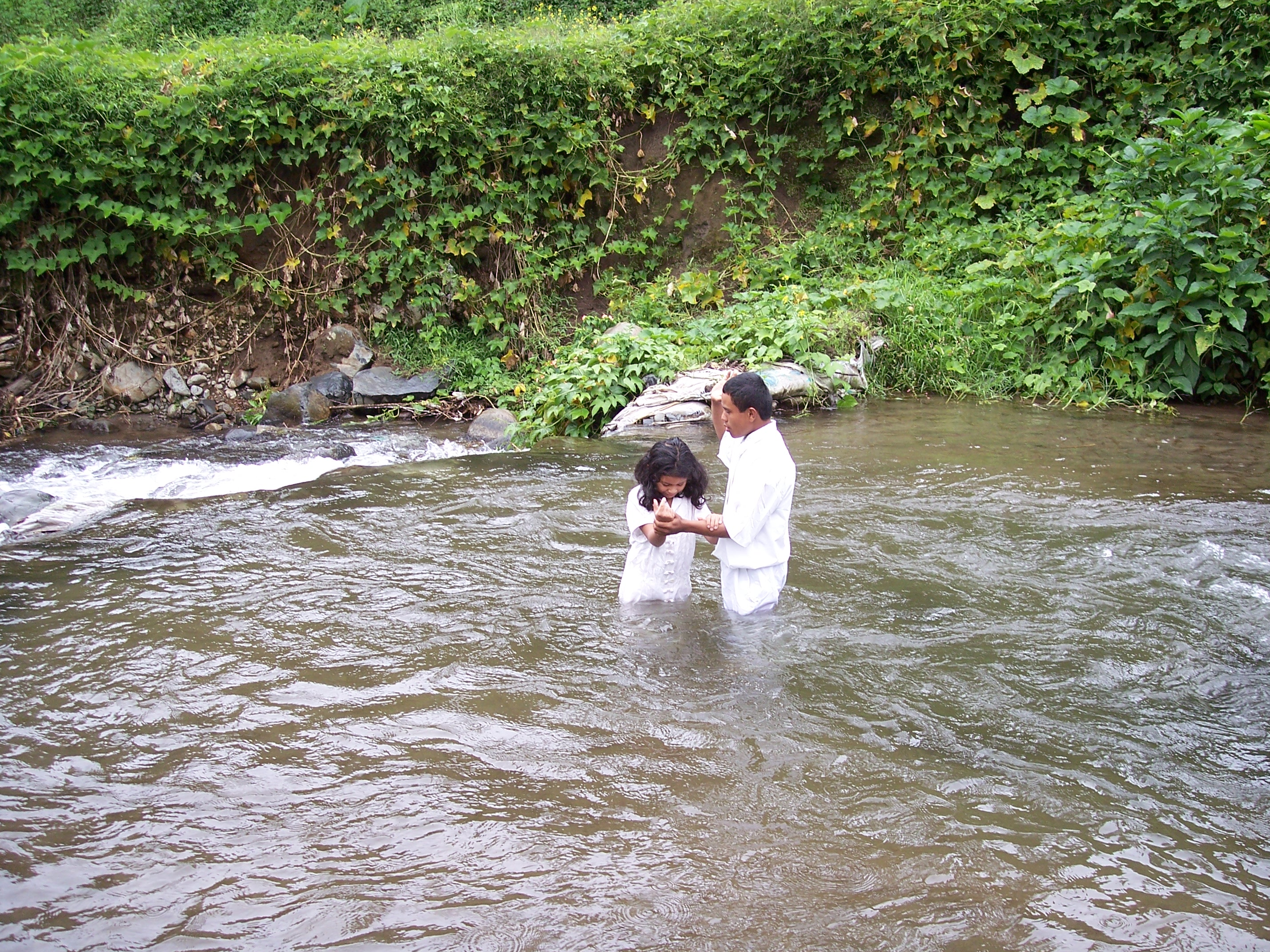
Baptême

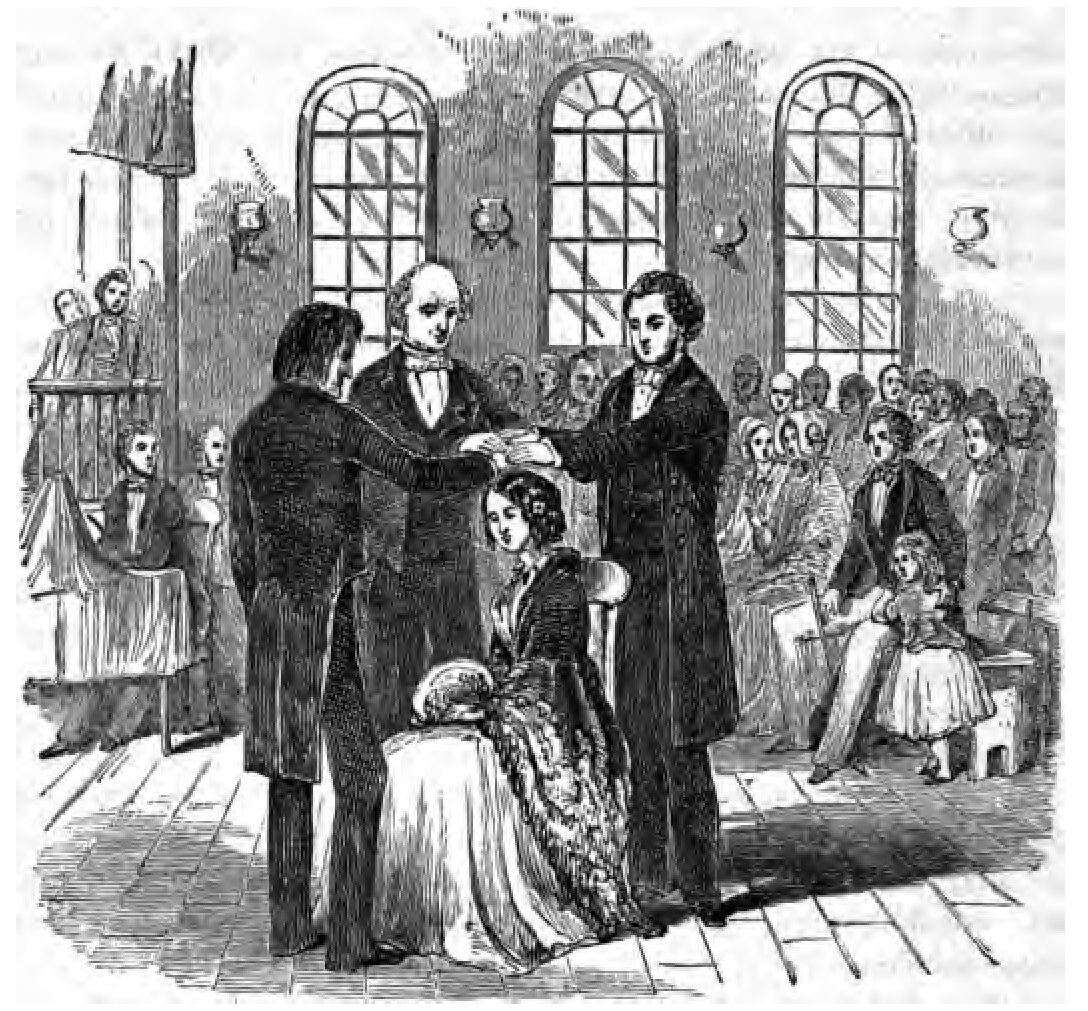
Don du Saint-Esprit

- Le baptême : le baptême est le premier sacrement de l'Évangile. Jésus-Christ a enseigné à ses apôtres : Allez, faites de toutes les nations des disciples, les baptisant au nom du Père, du Fils et du Saint-Esprit, et enseignez-leur à observer tout ce que je vous ai prescrit (Matthieu 28:19-20). Le baptême est pratiqué par immersion.
- Le don du Saint-Esprit : Après qu'elle a été baptisée, une personne reçoit le don du Saint-Esprit par l'imposition des mains d'une personne détenant l'autorité de la prêtrise (Actes 8:15-17). Le nouveau baptisé qui garde les commandements de Dieu recevra les directives et l'inspiration du Saint-Esprit. Les dons de l'Esprit sont variés. Ils sont accordés différemment par Dieu, le Saint-Esprit est donné gratuitement. à ceux  qui ont cru en Jésus-Christ , en son message.
- La Sainte-Cène : la Sainte-Cène est une ordonnance de la Sainte Prêtrise permettant de se souvenir du sacrifice expiatoire de Jésus-Christ (1Cor.11:23-25). Pendant la Sainte-Cène sont distribués le pain et du vin. Prendre la Sainte-Cène est le symbole du renouvellement des alliances faites lors du baptême.

### Le perfectionnement des saints
- Le jour de sabbat : le mot sabbat vient de l'hébreu et signifie jour de repos. Le jour du sabbat commémore le repos de Dieu après la création. Le sabbat est pour le renouvellement des alliances et nourrir l'âme des nourritures spirituelles.
- La dîme : pratiquée dans l'Ancien Testament, le principe de la dîme a été rétabli dans l'Église de Jésus-Christ des saints des derniers jours. La dîme représente le dixième des revenus.
- Le jeûne : jeûner est se dispenser provisoirement de nourriture et de boisson. Jésus-Christ a pratiqué le jeûne. Les saints des derniers jours ont l'habitude de jeûner pendant 24 heures au moins une fois par mois. L'équivalent du prix des repas non consommés est donné en don de jeûne et sert à pourvoir aux besoins des nécessiteux.
- Le sacrifice : ce principe est considéré comme une mise à l'épreuve de la foi et consiste à consacrer de son temps, de ses biens et de son énergie à l'édification du royaume de Dieu.
- Le travail et la responsabilité individuelle : travailler est un commandement qui date d'Adam et Ève. Heber J. Grant, l'un des présidents de l'Église a déclaré : Il faut rétablir le travail comme principe directeur dans la vie des membres de l'Église. D'après la doctrine mormone, la famille devient plus forte quand ses membres travaillent ensemble.

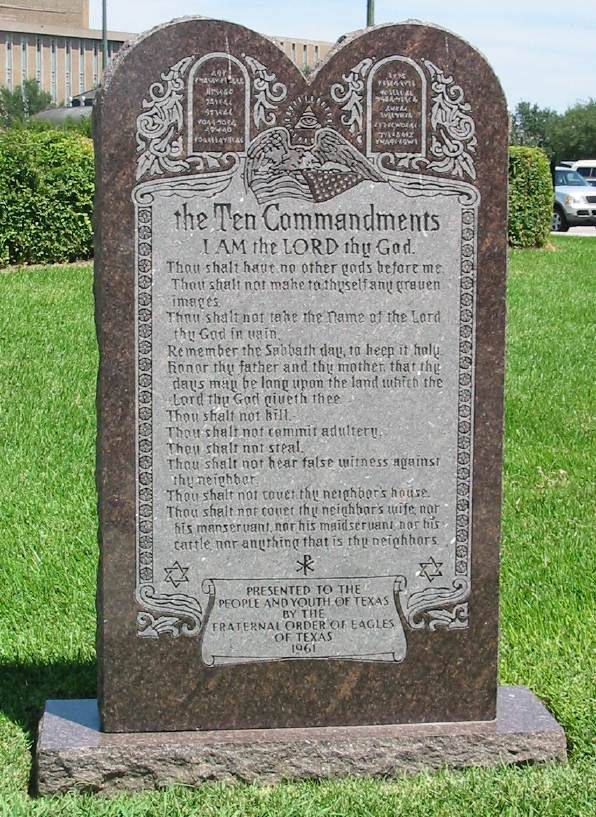
Les 10 commandements

- Le service : servir, c'est aider ceux qui ont besoin d'assistance, économiquement, socialement, physiquement ou spirituellement. Pour les mormons, le service est une notion à la fois individuelle et collective grâce aux services d'entraide et aux services humanitaires de l'Église.
- La Parole de sagesse : considérant que le corps physique est un don de Dieu, les mormons suivent le principe de la Parole de Sagesse, une loi de santé, qui consiste à s'abstenir d'alcool, de tabac, de café et de thé.
- le service missionnaire :

- L'obéissance aux commandements : par le baptême, les saints des derniers jours s'engagent à respecter les commandements divins enseignés dans les saintes Écritures.
- L'honnêteté : pour un mormon, l'honnêteté est un principe chrétien auquel il doit se conformer pour être digne des bénédictions de l'Évangile de Jésus-Christ.
- Développer ses talents : les talents et les aptitudes particulières de chaque homme et chaque femme sont, d'après les mormons, donnés par Dieu, et doivent être recherchés, développés, maîtrisés et utilisés. Ces talents restent acquis dans l'au-delà.
- La charité : selon les mormons, la charité (l'amour pur du Christ, l'amour le plus haut, le plus noble et le plus fort) est une qualité indispensable pour hériter du lieu préparé par Dieu dans la vie post-mortelle.

### Le salut en famille
- La famille peut être éternelle : Un autre aspect, et probablement le sommet de la doctrine mormone, est que le salut final est une affaire de famille. Il est le prolongement de la vie familiale. Tous ceux et toutes celles qui atteindront la vie éternelle, qui consiste à vivre avec et comme Dieu dans le plus haut degré de la gloire céleste, ce qui est appelé aussi l'exaltation et qui est le salut le plus élevé, y parviendront avec leur conjoint.

- Les responsabilités de la famille : Selon les mormons, « Les parents ont la responsabilité solennelle de s'aimer et de se chérir et d'aimer et de chérir leurs enfants. Les enfants sont un héritage de l'Éternel. Les parents ont le devoir sacré d'élever leurs enfants dans l'amour et la droiture, de subvenir à leurs besoins physiques et spirituels, de leur apprendre à s'aimer et à se servir les uns les autres, à observer les commandements de Dieu et à être des citoyens respectueux des lois, où qu'ils vivent. Les maris et les femmes (les mères et les pères) seront responsables devant Dieu de la manière dont ils se seront acquittés de ces obligations » (La famille : déclaration au monde de Gordon B. Hinckley, 1995).

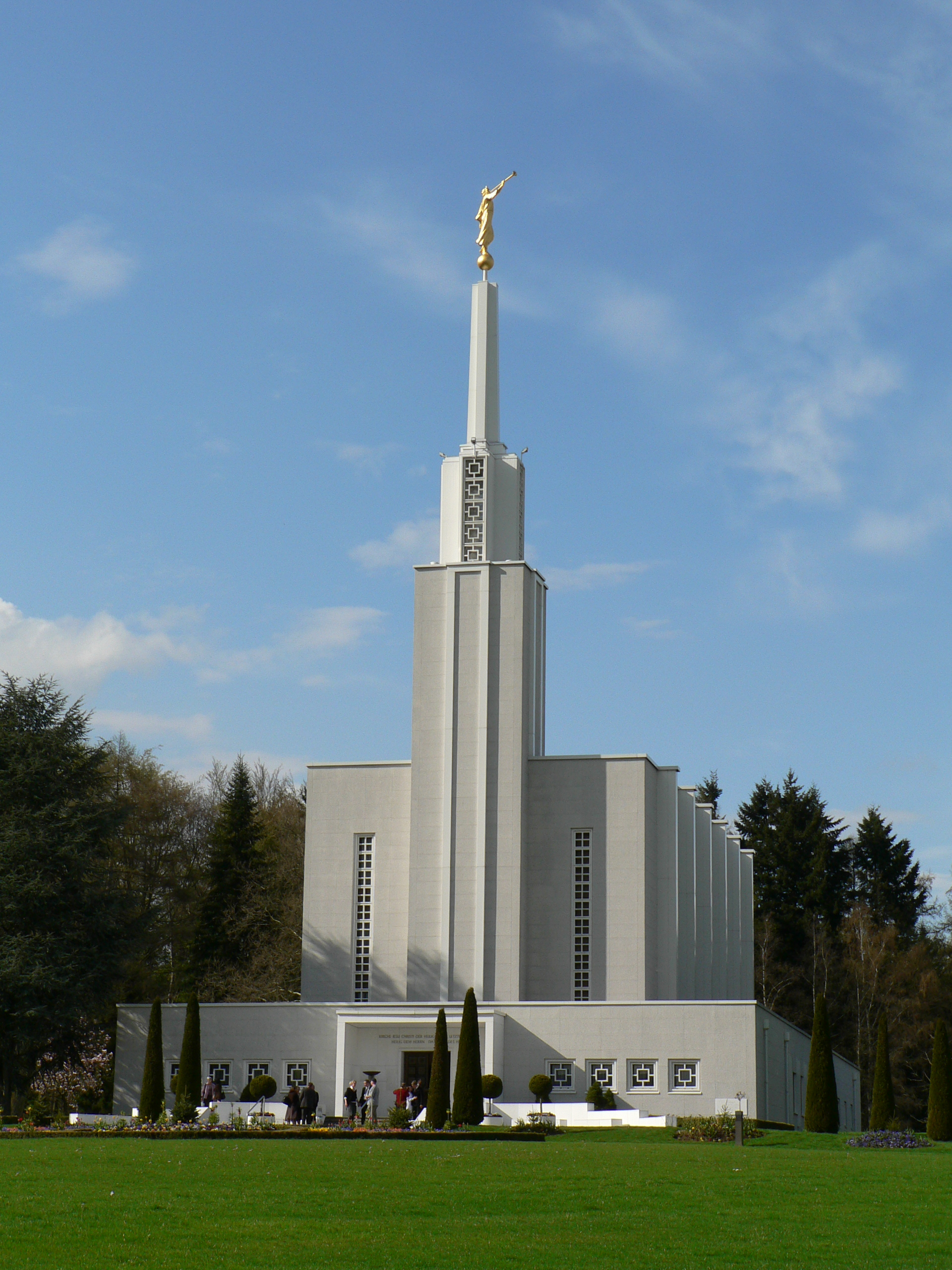
Temple mormon de Berne (Suisse), édifié en 1953

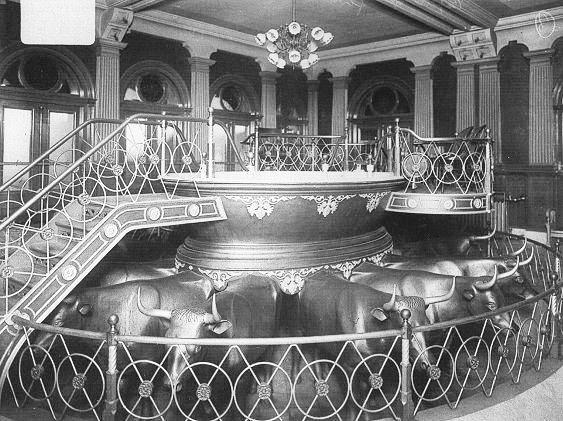
Baptistère du temple de Salt Lake City, en 1912

- Le mariage éternel : Atteindre l'exaltation, soit la continuité des vies, nécessite d'avoir préalablement reçu le sacrement du mariage éternel dans le temple. C'est ainsi que les couples saints des derniers jours sont mariés ou « scellés » pour l'éternité et que les enfants sont « scellés » à leurs parents.
- La loi de chasteté : la loi de chasteté, pour les saints des derniers jours, consiste en l'abstinence sexuelle avant le mariage et la fidélité totale après. Les rapports sexuels ne sont autorisés qu'avec son conjoint légitime légalement marié. Ils ne sont pas limités à l'objectif de la procréation, mais sont aussi et avant tout une expression d'amour qui renforce les liens du couple.
- L'œuvre du temple et la généalogie : afin de vivre éternellement en famille, il est nécessaire, selon la doctrine mormone, de « sceller » les membres d'une même famille ensemble après avoir effectué les autres sacrements du temple. Le scellement des conjoints entre eux et des générations entre elles ne s'arrête pas aux vivants, mais concerne  également les parents décédés, ce qui se fait par procuration. À leur tour, ces grands-parents peuvent être scellés de la même façon à leurs parents, et ainsi de suite. C'est ainsi que les sacrements sont accessibles aux morts comme aux vivants. Selon la doctrine mormone, les morts sont vivants en esprit, reçoivent un enseignement dans le monde des esprits et jouissent de la capacité d'accepter ou de refuser les sacrements célébrés en leur faveur. Chaque mormon a la responsabilité d'identifier ses ancêtres par des recherches généalogiques en vue de faire célébrer pour eux l'ensemble des sacrements qu'ils n'ont pas reçus de leur vivant (baptême, confirmation, ordination, dotation, mariage, scellement aux parents et aux enfants). Ces sacrements, appelés aussi ordonnances de la prêtrise, sont célébrés dans des hauts lieux appelés temples qui sont davantage que de simples églises. Les mormons font la même distinction entre une église et un temple que les juifs entre une synagogue et le temple de Jérusalem. Ce n'est qu'à l'intérieur des temples que sont célébrés les sacrements du scellement des conjoints vivants entre eux et à leurs enfants et du baptême et scellement de leurs ancêtres. Les baptêmes des vivants ne sont pas célébrés dans les temples.

Selon la doctrine mormone, la vie familiale peut être la plus grande source de bonheur ici-bas et peut se perpétuer dans l'éternité. Des traditions familiales renforcent la famille. L'une d'elles est la Soirée familiale. Instaurée en 1915, elle a lieu tous les lundis soir dans chaque famille mormone. Parents et enfants se réunissent pour chanter, prier, discuter et se divertir ensemble.

### La vie après la mort
- Le monde des esprits post-terrestre : Entre la mort et la résurrection, l'esprit de l'homme attend dans un endroit appelé le monde des esprits. Cet endroit comporte deux parties distinctes ou états séparés. Le sacrement du baptême est requis pour être reçu dans la partie du monde des esprits appelée paradis. L'autre partie du monde des esprits, appelée prison ou ténèbres, et qui inclut l'enfer, est peuplée de gens dont beaucoup attendent d'entrer dans le paradis dès que le sacrement du baptême a été célébré en leur faveur dans les temples. L'Évangile de Jésus-Christ est prêché dans le monde des esprits depuis que le Christ en personne s'y est rendu entre sa mort et sa résurrection et y a organisé la prédication de l'Évangile, ouvrant ainsi une voie entre les deux parties du monde des esprits, la séparation étant infranchissable jusqu'alors. Depuis, des émissaires choisis, dont les anciens prophètes et apôtres, passent librement du paradis à la prison pour y prêcher l'Évangile de Jésus-Christ. Chaque âme a ainsi l'occasion, de son vivant ou dans l'au-delà, d'entendre et d'accepter le message du salut. On appelle « enfer » l'état des esprits méchants, ceux qui seront les derniers à ressusciter. À propos du mariage éternel, il sera trop tard, à la résurrection, pour prendre femme ou mari. C'est avant la résurrection que les intéressés doivent être mariés pour l'éternité, soit de leur vivant, soit par procuration. Une période appelée « millenium » permettra à tous ceux qui le désirent de recevoir les sacrements qu'ils n'auront pas reçus de leur vivant. Selon la théologie mormone, le fait qu'Adam et Ève aient été bénis par Dieu (voir Genèse 1:22, 28) représente un mariage éternel. En Dieu (dans le plus haut degré du salut en sa présence), l'homme n'est point sans la femme ni la femme sans l'homme (voir 1 Corinthiens 11:11).
- La résurrection : Dans la théologie mormone, la résurrection sera universelle. Elle est un don de Dieu à tous les hommes grâce au sacrifice et à la résurrection de Jésus-Christ. Chaque homme alors ressuscité se présentera devant Dieu pour le jugement.

- Le jugement dernier : au jugement dernier, il sera tenu compte de la globalité de la personne (connaissance, actes, paroles, pensées, désirs, repentance).

- Les degrés de gloire : au jugement est attribué à chacun un degré de gloire en fonction de ses choix dans la mortalité et dans l'au-delà. Les degrés de gloire autres que la gloire céleste, et inférieures à elle, sont la gloire terrestre et la gloire téleste, la téleste étant la moindre. Aucun sacrement n'est requis pour hériter de l'une ou de l'autre de ces deux gloires. En revanche, le baptême est requis pour hériter de la gloire céleste, et tous les sacrements célébrés dans le temple sont requis pour hériter du plus haut degré de gloire dans ce royaume (l'exaltation ou vie éternelle) et jouir à toute éternité de la vie familiale avec ses êtres chers.

## Autres

### Loi de consécration
« La loi de consécration est un principe divin par lequel hommes et femmes consacrent volontairement leur temps, leurs talents et leurs moyens à l'établissement et à l'édification du royaume de Dieu ». Ce principe est souvent confondu avec l'Ordre Uni qui a été vécu quelques années dans les débuts de l'histoire de l'Église rétablie, au XIXe siècle, et a été une tentative d'application de la loi de consécration. L'Ordre Uni consistait à mettre tous les biens des membres de l'Église en commun et à les répartir entre les familles selon leurs besoins respectifs. Chaque famille était gestionnaire de ce qu'elle recevait. La loi de consécration est une loi éternelle de l'Évangile que les saints des derniers jours vivent aujourd'hui partiellement à travers la dîme, le service bénévole dans les différents ministères ecclésiastiques et organisations auxiliaires ainsi que l'entraide au sein de l'Église.

### Sept dispensations
Selon la théologie mormone, il y a eu, depuis la création du monde, sept périodes appelées « dispensations », chacune étant inaugurée par le ministère d'un prophète. Ainsi, dans l'ordre chronologique, il y eut la dispensation d'Adam, celle d'Énoch, celle de Noé, celle d'Abraham, celle de Moïse, celle des douze apôtres et celle de Joseph Smith. Toutes se sont terminées par une apostasie, sauf la dernière qui durera jusqu'à la seconde venue du Christ qu'elle est censée préparer.

### Définition de la doctrine mormone
Dans l'Église de Jésus-Christ des saints des derniers jours, la doctrine est fixée par le canon des Écritures et les déclarations de la Première Présidence, auxquelles est parfois associé le Collège des Douze. Tout ce qui n'émane pas de ces deux sources ne constitue pas ce qu'il convient d'appeler la position officielle de l’Église. D’autre part, l’Église, en tant qu'institution, ne prend pas nécessairement position sur tous les points de doctrine. Pour elle, il existe une nuance entre la connaissance qui, vécue, mène au salut, et celle qui, purement intellectuelle, ne change rien au statut spirituel ni au salut futur de celui qui la possède. Dans cette deuxième catégorie entrent de nombreuses questions de doctrine qui sont potentiellement l’objet de spéculations. Ces questions n'ayant pas de lien direct avec la mission de l'Église qui est d’amener des âmes au Christ par l'œuvre de prédication de l’Évangile, de perfectionnement des saints et de rachat des défunts, elles ne font pas nécessairement l'objet d'une prise de position de la part de l'Église.